# Бананц-3
«Бананц-3» (арм. Ֆուտբոլային Ակումբ „Բանանց-3“ Երևան) — армянский футбольный клуб из Еревана, основанный в 2004 году. Являлся фарм-клубом ереванского «Урарту».

## История
Футбольный клуб «Бананц-3» был основан в 2004 году как фарм-клуб и начал выступление в первой лиге Армении, заняв 10-е место. С 2005 по 2008 год команда не участвовала в лиге. В 2009 году клуб снова вышел в первую лигу, но занял последнее место и вылетел. С 2010 по 2012 год команда не играла в лиге. В сезоне 2013/2014 клуб снова участвовал, но вылетел, заняв 9-е место. С 2015 по 2017 год команда не выступала. В сезоне 2018/19 клуб занял 9-е место, после чего расформировался.

## Статистика выступлений

### Первая лига
2004 год: 10-е место
2009 год: 9-е место (последнее место)
2013/14: 9-е место (последнее место)
2018/19: 9-е место

### Профили
- профиль soccer365: https://soccer365.ru/clubs/14249/

- профиль трансфермаркет: https://www.transfermarkt.world/banants-erewan-iii/startseite/verein/42760

- профиль Sofascore: https://www.sofascore.com/team/football/fc-urartu-iii/36147

1. ↑  Турниры - Первая лига - История. www.ffa.am. Дата обращения: 7 июня 2025.